# Edward Hitchcock

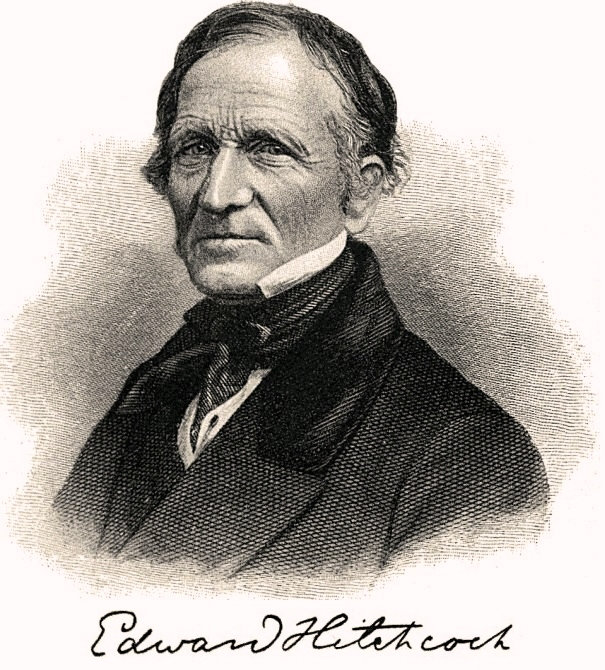
Edward Hitchcock

Edward Hitchcock (* 24. Mai 1793 in Deerfield, Massachusetts; † 27. Februar 1864 in Amherst, Massachusetts, USA) war ein US-amerikanischer Geologe. Sein offizielles botanisches Autorenkürzel lautet „E.Hitchc.“.

## Leben und Wirken
Sein Vater, Justin Hitchcock (1752–1822), wollte, dass er ihm in seinem Beruf als Hutmacher folgt. An der Schule zeigte er jedoch Interesse an Naturwissenschaft, insbesondere Astronomie. Von 1815 bis 1818 war er Schuldirektor an der Deerfield Academy. In dieser Zeit veröffentlichte er ein Gedicht namens Der Fall von Bonaparte (The Downfall of Buonaparte) und den Country Almanac. Unter Einfluss seiner Frau, der Malerin Orra White Hitchcock (1796–1863), die Lehrerin an seiner Schule war, wandte er sich der Religion zu.
1818 ging er als Theologiestudent an die Yale University und diente den Kongregationalisten von 1821 bis 1825 als Prediger. 1826 wurde er am Amherst College Dozent für Geologie, Chemie, Mineralogie und Naturtheologie. 1834 wurde er in die American Academy of Arts and Sciences gewählt. Von 1830 bis 1844 stand er als Geologe im Dienst von Massachusetts und führte die erste geologische Kartographierung des Staates durch. Später tat er das gleiche im Dienste von New York und Vermont. Von 1845 bis 1854 war er Präsident des Amherst College. Als Präsident erwarb er sich große Verdienste sowohl um die Lösung der finanziellen Probleme des Colleges als auch um dessen Ausstattung und Reputation. Er gilt als einer der Gründerväter der amerikanischen Geologie. 1863 gehörte er zu den Gründungsmitgliedern der National Academy of Sciences.
Zeit seines Lebens war ihm daran gelegen, Religion und Naturwissenschaft zu vereinbaren. Sein Augenmerk richtete er dabei in erster Linie auf die Schöpfungsgeschichte. Ein Zitat aus seinem 1851 veröffentlichten Hauptwerk Religion of Geology and its Connected Sciences:
[die Geologie ... ] beweist uns, ebenso wie die Offenbarung, daß die Tier- und Pflanzenarten auf diesem Planeten zu einer verhältnismäßig jungen Zeit geschaffen wurden, und daß der Mensch vor nicht mehr als sechstausend Jahren ins Leben trat.

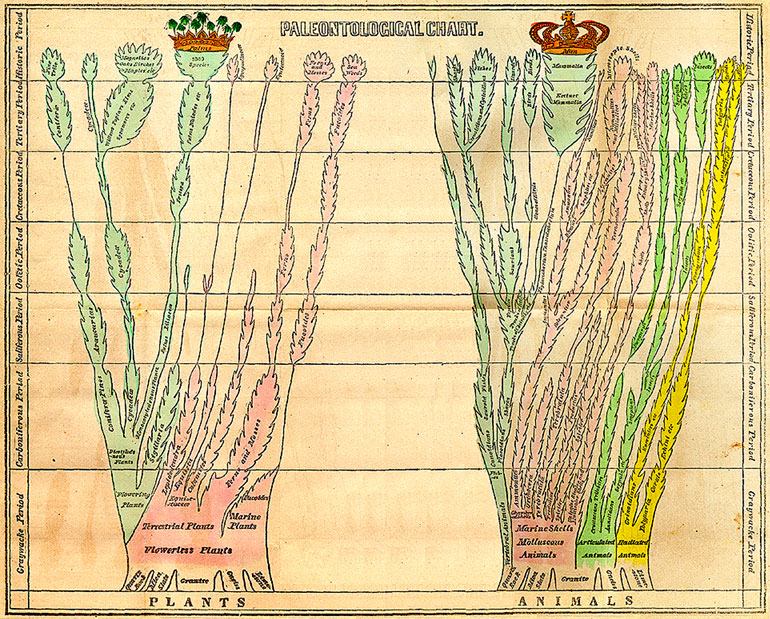
Baum des Lebens, gefunden in Hitchcocks Elementary Geology 1840

Hitchcock begründete eine große Sammlung (über 20.000 Exemplare) von Dinosaurierfußspuren am Amherst College (Hitchcock Ichnological Cabinet), gefunden in Connecticut. Er hielt sie für Spuren großer Vögel.
In seiner Elementary Geology (zuerst 1840) findet sich ein früher Baum des Lebens, den er aber nicht als Ausdruck von Evolution verstand (er glaubte an göttliches Wirken bei der Artenbildung) und nach Veröffentlichung von Darwins Hauptwerk Origin of Species 1858 aus den Neuauflagen seines Geologielehrbuchs wegließ.
Sein Sohn, Edward Hitchcock jr. (1828–1911) studierte Medizin an der Harvard University. Er nahm unter Leitung seines Vaters an der geologischen Vermessung von Vermont (1857–1861) teil. Später wurde er im Amherst College Dozent für Hygiene und Sport. Er ist der Hauptautor von Anatomy and Physiology (New York, 1852). Er war auch Botaniker (botanisches Namenskürzel E. Hitchc.) und benannte einen der ersten in den USA gefundenen Dinosaurier (Megadactylus polyzelus, heute Anchisaurus polyzelus). Ein anderer Sohn Charles Henry Hitchcock (1836–1919) war ebenfalls Geologe.

## Werke
- Religion of Geology and its Connected Sciences (Boston 1851)
- History of a Zoological Temperance Convention, held in Central Africa in 1847 (Northampton, 1850)
- The Power of Christian Benevolence illustrated in the Life and Labors of Mary Lyon (Northampton, 1852)
- Religious Truth illustrated from Science (Boston 1857)
- Elementary Geology (New York, 1860) (zusammen mit seinem Sohn Charles Henry Hitchcock)